# Bakasura (demonio matado por Bhima)
En el marco de la mitología hinduista, Bakasura fue un gran asura (demonio) y un ráksasa (monstruo caníbal) que vivía cerca de una ciudad llamada Ekachakra (en la actualidad hay una aldea en Bengala Occidental en la que sus habitantes afirman que esa es la Ekachakra de la leyenda).
También es llamado Bakāsura, Baka y Vaka.

## Nombre sánscrito
- baka, en el sistema AITS (alfabeto internacional de transliteración sánscrita)
- बक, en letra devanagari
- Significado: ‘buitre’

## Datación de la leyenda
Este demonio Baka no es mencionado en el Rig-veda (el texto más antiguo de la India, de mediados del II milenio a. C.).

### Historia en el Majábharata
La primera mención a Bakasura se encuentra en el Majábharata (texto épico-religioso del siglo III a. C.). Baka forzó al líder de la tribu que vivían en Ekachakra a enviarle una enorme cantidad de provisiones diariamente, que él devoraba, incluida la persona que las trasportaba. 

Bhima mata a golpes a Bakasura.

Cuando los cinco hermanos príncipes pándavas (Iudistir, Bhimá, Áryuna, Nakula y Sajádeva) con su única esposa Draupadi y su madre, la reina Kunti, tuvieron que partir de Jastinápur hacia el exilio debido a que Iudistir los jugó a los dados, viajaron de lugar a lugar, hasta que encontraron la serena aldea de Ekachakra. Allí se quedaron en la casa de un aldeano. Los pándavas notaron que la gente de la aldea estaba asustada de un demonio que vivía en un bosque cercano. Su nombre era Bakasura y había matado a mucha gente de la aldea. Un acuerdo que tenían con el demonio decía que un aldeano debería tomar una carreta con comida para enviársela al demonio diariamente y ambos serían devorados.
En los días en que los pándavas estaban en esta casa, al aldeano le tocó en suertes ser la víctima de Bakasura. Entonces, bajo las instrucciones de la reina Kuntí, su poderoso hijo Bhimá tomó el lugar del aldeano y fue con los suministros para Bakasura. Los consumió en el camino, específicamente para molestar a Bakasura. Cuando Bhima llegó al bosque encontró a Bakasura y lo mató a golpes de puño.

## Ubicación de Ekachakra
Cerca del pueblo de Rampurhat, en el estado de Bengala Occidental hay una aldea muy pequeña llamada Ekachakra, cuyos habitantes afirman que es la misma Ekachakra mencionada en el Majábharata. Allí en 1473 nació el religioso krisnaísta Nitiananda, quien desde su juventud afirmaba ser la reencarnación del dios Balarama. En su adultez fue el compañero inseparable del religioso krisnaísta Chaitania (1486-1534), quien afirmaba ser la reencarnación del dios Krisná.
Existe otra localidad que afirma ser la Ekachakra del Majábharata: Bhayaharan Nath Dham, cerca de la localidad de Dwaitwan (en el distrito de Pratapgarh, en el estado de Uttar Pradesh). Es un sitio de peregrinación muy antiguo. Sus habitantes afirman que Bakasura fue asesinado en este lugar.
Después de que Bhimá asesinó a Baka, el dios Shivá se estableció aquí, y es adorado como la deidad Bhaya Jarán Nath (el señor de aquel que destruye el miedo).